# Etheostoma obeyense
Etheostoma obeyense är en fiskart som beskrevs av Kirsch 1892. Etheostoma obeyense ingår i släktet Etheostoma och familjen abborrfiskar. Inga underarter finns listade i Catalogue of Life.